# Estación Diuquín
Diuquín es una estación ferroviaria ubicada en la comuna de Laja, que fue construida junto con el Ferrocarril Talcahuano-Chillán y Angol, la que fue continuación del ferrocarril Santiago-Curicó, a fines del siglo XIX. Luego pasó a formar parte de la Red Sur de la Empresa de los Ferrocarriles del Estado, y es parte de la línea troncal. 
Actualmente, la estación no presta servicios de pasajeros.

## Historia

### SigloXIX
Luego de la construcción del ferrocarril entre Chillán, San Rosendo y Talcahuano en 1872, y con las intenciones por parte del gobierno de seguir extendiendo su cobertura hacia el sur del país, el 30 de septiembre de 1871 se dio la autorización para los estudios de estas obras, y en diciembre de 1872 se contrata al contratista Juan Slater para comenzar con los trabajos, y el 25 de mayo de 1873 se inauguran los trabajos de construcción del ferrocarril desde San Rosendo hasta Angol, incluyendo el ramal que conectase con la ciudad de Los Ángeles.
El primer ferrocarril que llegó a Angol fue en 1876. Sin embargo, aunque para 1876 solo el 87% de la obra estaba concluida, casi todas las obras en esta estación y el ramal hacia Los Ángeles estaban terminadas. Debido a la falta de cierre de obras y la construcción de infraestructura deficiente, se produjo una disputa legal entre el Estado de Chile y Slater durante 1877, ya que por contrato la construcción tuvo que finalizar el 5 de mayo de 1876. El problema fue resuelto durante ese año.
La red completa del ferrocarril entre Talca y Angol, incluyendo esta estación y su ramal hacia Los Ángeles, fueron inauguradas el 1 de enero de 1878.
Para 1884, la estación se encontraba en buen estado, pero la casa principal requería refacciones menores, finalizar el cierro del recinto y nivelar el suelo alrededor de la bodega.

### SigloXX

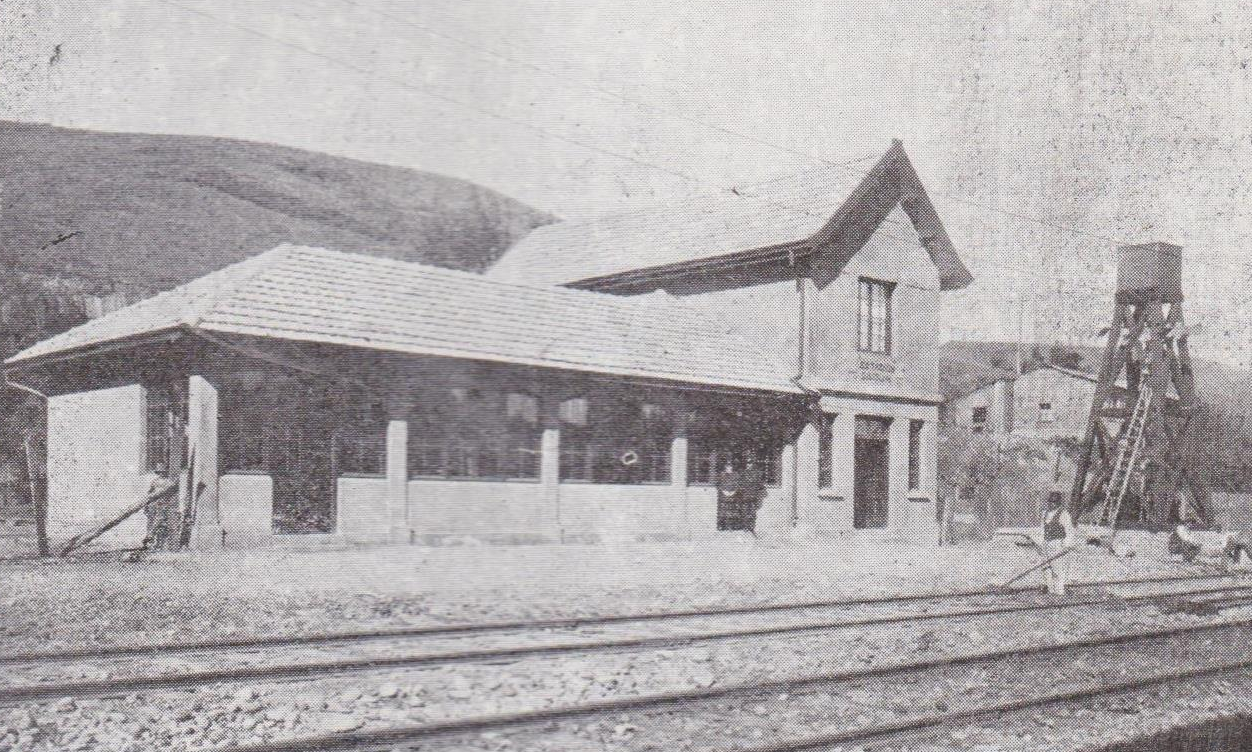
Fachada de la estación, c. 1929.

En 1909 se ordena la construcción de la plataforma de embarque y el ensanchamiento de la estación.
Es durante finales de la década de 1970 que la estación deja de prestar servicios de pasajeros.[cita requerida]

### SigloXXI
En agosto de 2021, cerca de la estación, un tren con 13 carros de carga descarriló. En junio de 2022 un bus con pasajeros es colisionado por un tren de carga en las inmediaciones de la estación.

## Infraestructura
La casa estación se ubica en el lado este de la vía, mientras que la bodega se ubica al oeste, junto a la ribera del río Biobío. El edificio de la estación originalmente tenía un segundo piso, que perdió posteriormente.

## Servicios
Para 1899 la estación recibía detenciones de los servicios N.º 12, N.º 48, N.º 50 y N.º 68. Actualmente, no tiene servicios de pasajeros, y transitan por su recinto trenes de carga.